# Liste der Monuments historiques in Mittelschaeffolsheim
Die Liste der Monuments historiques in Mittelschaeffolsheim führt die Monuments historiques in der französischen Gemeinde Mittelschaeffolsheim auf.

## Liste der Objekte
| Bezeichnung                | Beschreibung                                                                                                  | Standort                          | Kennzeichnung | Schutzstatus | Datum | Bild |
| -------------------------- | --- | --------------------------------- | ------------- | ------------ | ----- | ---- |
| Hauptaltar                 | Altartisch, Tabernakel, Expositionsnische, Altarkreuz und sechs Leuchter; Holz und Metall, vergoldet, um 1700 | in der Kirche St-Sébastien (Lage) | PM67000175    | Classé       | 1969  |      |
| Orgel                      | 1848 von Stiehr-Mockers gebaut                                                                                | in der Kirche St-Sébastien (Lage) | PM67001054    | Classé       | 1987  |      |
| Instrumentalteil der Orgel | 1848 von Stiehr-Mockers gebaut                                                                                | in der Kirche St-Sébastien (Lage) | PM67000176    | Classé       | 1987  |      |